# Randia spinifex
Randia spinifex är en måreväxtart som först beskrevs av Johann Jakob Roemer och Schult., och fick sitt nu gällande namn av Paul Carpenter Standley. Randia spinifex ingår i släktet Randia och familjen måreväxter. Inga underarter finns listade i Catalogue of Life.